# Щербачёв, Дмитрий Тимофеевич
Дмитрий Тимофеевич Щербачёв (1697—1772) — русский кораблестроитель XVIII века, корабельный мастер, строитель линейных кораблей и первого в России плавучего дока, обер-сарваер, генерал-поручик Адмиралтейства.

## Биография

### Ранние годы

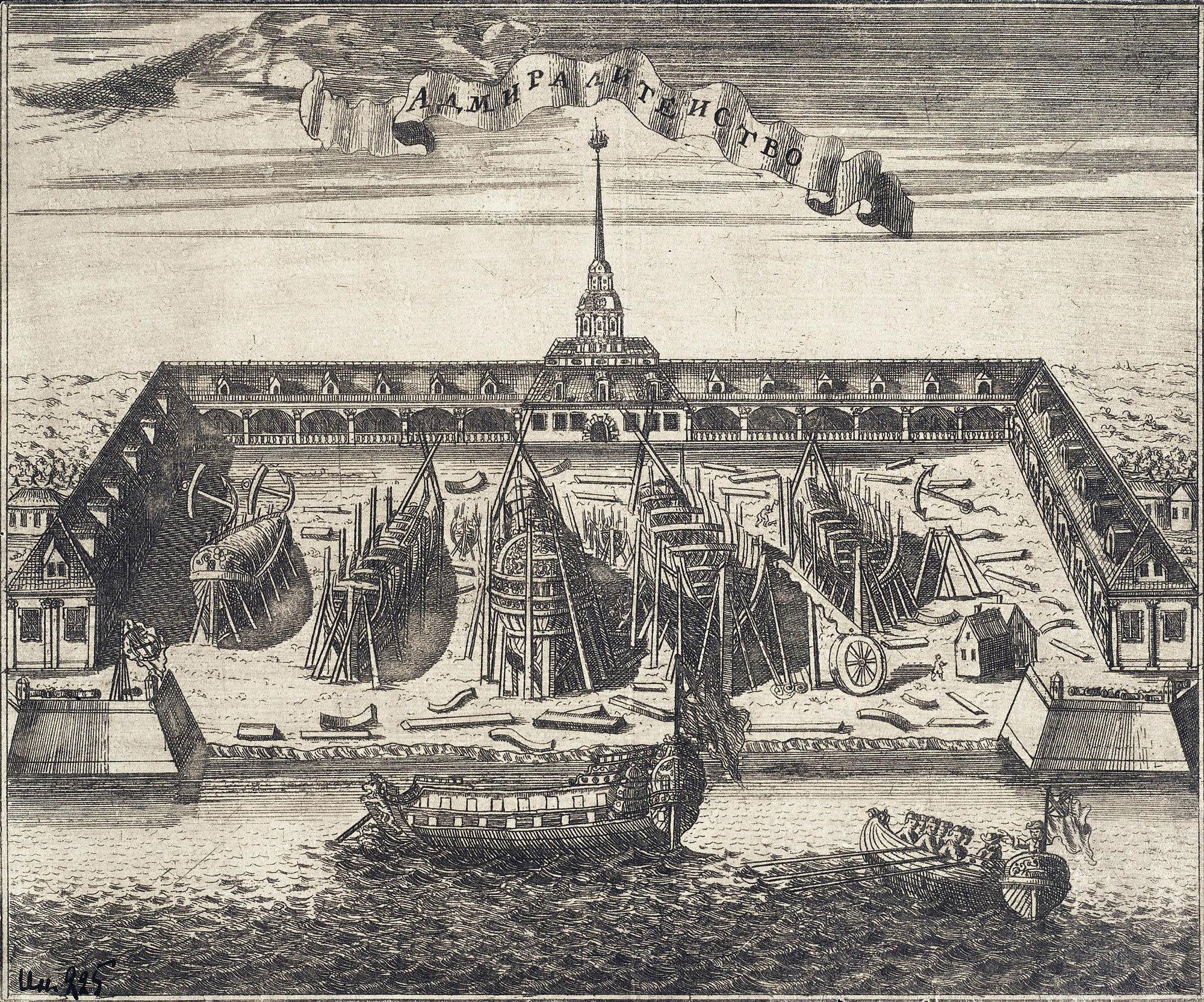
Главное Адмиралтейство на гравюре 1716 года

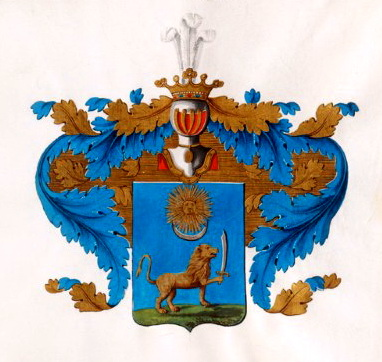
Герб рода Щербачевых ОГ 2-97

Дмитрий Тимофеевич Щербачёв родился в 1697 году в многодетной семье жильца, помещика Тимофея Михайловича. Представитель старинного русского дворянского рода Щербачёвых. Дмитрий был старшим сыном в семье. Все его младшие братья выбрали военную профессию. Фёдор Тимофеевич (1705—1773) — служил гренадером в лейб-кампании, вышел в отставку в 1759 году секунд-майором, Пётр Тимофеевич (1715—1792) — служил в лейб-гвардии Преображенского полка, затем премьер-майором и вице-сержантом лейб- кампании в Гренадерской роте, в 1756 году вышел в отставку бригадиром, Авраам Тимофеевич (1722—1799) — служил в Санкт-Петербургском гарнизоне, после ранения под Вильманстрандом стал асессором Калужской Палаты Гражданского суда, пожалован в надворные советники.
В 1715 году Дмитрий поступил на службу корабельными учеником в Санкт-Петербургское адмиралтейство. В мае 1723 года был пожалован в корабельные подмастерья и послан в Воронежское адмиралтейство для постройки военных судов, которые по указу Пётр I должны были строиться для Донской флотилии, чтобы обеспечить России выход к Чёрному морю. В 1726 году был командирован в Брянск, где проводил осмотр и освидетельствование корабельных лесов для постройки галер. 20 декабря того же года пожалован в ранг унтер-лейтенанта.

### Корабельный мастер
В 1734 году Щербачёв находился «за корабельного мастера» в Ревеле, где участвовал в постройке кораблей. 6 июня 1735 года пожалован в корабельные мастера ранга майорского с годовым жалованием 300 рублей. 12 марта 1740 года пожалован в ранг полковничий с годовым окладом 800 рублей. 4 ноября 1740 года в Санкт-Петербургском адмиралтействе заложил 66-пушечный линейный корабль «Святой Пётр». Корабль был первоначально получил имя «Иоанн» в честь императора Иоанна VI Антоновича, правнука Петра I. 25 ноября 1741 года был переименован, после государственного переворота и вступления на престол Елизаветы Петровны. При строительстве деревянного корабля использовались железные кницы. Корабль был построен и спущен на воду 12 августа 1741 года. «Святой Пётр» был флагманом Кронштадтской эскадры, участвовал в войне со Швецией 1741—1743 годов.
В 1741 году Адмиралтейств-коллегия, заботясь о сохранении построенного Петром I первого в истории российского флота 100-пушечного линейного корабля 1 ранга «Пётр Первый и Второй», поручила корабельным мастерам Р. Рамзу, Д. Щербачеву и Сутерланду осмотреть корабль, спроектировать и построить «мокрый» док для его сохранности. 20 апреля следующего года Д. Щербачёв предложил построить «судно, в котором корабли починивать можно». Док был заложен весной 1743 года на верфи Санкт-Петербургского адмиралтейства, осенью стапельные работы были закончены. Однако из-за надвигавшихся морозов, а также для лучшей сохранности дока в зимний период его не стали спускать. Торжественный спуск дока на воду состоялся 24 июля 1744 года. Док перевели в Кронштадт и 5 октября 1744 года было проведено докование линейного корабля «Пётр Первый и Второй». 22 июня 1743 года, в период строительства дока, Щербачёв получил прибавку 200 рублей к годовому жалованию.
26 мая 1745 года в Санкт-Петербургском адмиралтействе Щербачёв заложил 100-пушечный линейный корабль «Захарий и Елизавета», который построил и спустил на воду 1 октября 1747 года. В августе 1748 года корабль на ходовых испытаниях в Финском заливе показал лучшую скорость среди кораблей эскадры Балтийского флота. 11 сентября 1747 года Щербачёв был пожалован в обер-сарваеры ранга капитан-командора.
7 мая 1757 года пожалован из бригадиров в генерал-майоры. 27 февраля 1761 года «за старостью, представлен к отставке и отпущен в дом до указа». В августе 1763 года уволен от службы с повышением в ранге до генерал-поручика.
Дмитрий Тимофеевич Щербачёв был холост. Умер в 1772 году в Санкт-Петербурге.